# SSSS.DYNAZENON
『SSSS.DYNAZENON』（ダイナゼノン）は、TRIGGER制作による日本のテレビアニメ作品。2021年4月から6月にかけてTOKYO MXほかにて放送された。
円谷プロダクションの特撮ドラマ『電光超人グリッドマン』を原作とする完全新作アニメーション第2弾であり、2018年放送の第1弾『SSSS.GRIDMAN』と共にメディアミックスプロジェクト『GRIDMAN UNIVERSE』の中核をなす。
放送終了後もメディアミックスが行われ、2023年には『GRIDMAN』とのクロスオーバー作品『グリッドマン ユニバース』が劇場公開された。

## 製作
| 原作                                                      | グリッドマン |
| 監督                                                      | 雨宮哲 |
| 助監督                                                    | 宮島善博 |
| 脚本                                                      | 長谷川圭一 |
| キャラクターデザイン 総作画監督                           | 坂本勝 |
| サブキャラクターデザイン                                  | 中村真由美 |
| ダイナゼノン・ゴルドバーン カイゼルグリッドナイトデザイン | 野中剛 |
| 怪獣デザイン                                              | - 西川伸司、酉澤安施 - 丸山浩、田口清隆 - 岡本英郎、板野一郎 - 後藤正行、坂本勝                                                                 |
| グリッドナイトデザイン                                    | 後藤正行 |
| ヒロイック作画チーフ                                      | 牟田口裕基 |
| メカニックシークエンスディレクター                        | 浅野元 |
| 3DCG制作                                                  | グラフィニカ |
| 3DCGチーフディレクター                                    | 宮風慎一 |
| 3DCGディレクター                                          | 市川孝次 |
| 3DCGプロデューサー                                        | 池上由佳 |
| 美術監督                                                  | 権瓶岳斗（クリープ） |
| 美術設定                                                  | - 西海賢嗣、藤井辰己 - 櫻井哲也（第5、6回） |
| 色彩設計                                                  | 武田仁基 |
| 撮影監督                                                  | 志良堂勝規（グラフィニカ） |
| 編集                                                      | 吉武将人 |
| 音響監督                                                  | 郷文裕貴 |
| 音響効果                                                  | 森川永子 |
| 音楽                                                      | 鷺巣詩郎 |
| 音楽プロデューサー                                        | 鎗水善史、田井モトヨシ |
| 音楽制作                                                  | ポニーキャニオン |
| エグゼクティブプロデューサー                              | 隠田雅浩 |
| プロデューサー                                            | - 小山直紀、大和田智之 - 池田一郎、田中ヒロ - 亀井博司                                                                                          |
| アニメーションプロデューサー                              | 志太駿介 |
| クリエイティブプロデューサー                              | - 伊藤裕史、麻生智義 - 宇佐義大 |
| 企画協力                                                  | 渋谷浩康 |
| アニメーション制作                                        | TRIGGER |
| 製作                                                      | - ポニーキャニオン - 円谷プロダクション、BS11 - ウルトラスーパーピクチャーズ - メモリーテック・ホールディングス - グッドスマイルカンパニー、MBS |

### 企画経緯・スタッフィング
本作品は、2018年12月に放送中だった『SSSS.GRIDMAN』の好評に基づき、続編ないし第2期が企画されたことに端を発する。打診を受けた雨宮哲は、『SSSS.GRIDMAN』と関係のない合体ロボットの企画とその構成を経て、最終的には原作に登場するダイナドラゴンの要素を汲む、ヒーロー（グリッドマン）ではない2号ロボットが主役となる本作品の構想へとつながった。雨宮は当初、自身を含めてスタッフ陣が次作はないつもりで『SSSS.GRIDMAN』を完結させたためにファンの望むような正当続編を作るのが難しいと感じており、また自身も単なる続き物はやらないつもりでいた旨を語っており、当初タイトルも「SSSS」の文字を反転させた「ZZZZ」にするなどのプランを考えていた。
スタッフは、雨宮が打診を受けた時から『SSSS.GRIDMAN』と同じスタッフを希望していたこともあり、脚本の長谷川圭一、キャラクターデザインの坂本勝、音楽の鷺巣詩郎などが続投することとなった。また本作品では、登場メカの合体バンクのシークエンスを絵コンテから専門で担当する「メカニックシークエンスディレクター」が新設され、浅野元が起用された。

### キャスティング・演技
キャストはオーディションによって選定された。具体的には、受けたいキャラクターの芝居のみならず、役とは関係のないフリートークや一人芝居がテープオーディションの段階から要求され、前作と同様に自然な演技に比重を置くものとなった。メインキャストの1人である榎木淳弥は、アフレコ現場の大半がほぼ地声で役を演じていたことや、自然な喋りを目指して演技していたことをラジオ内で振り返っている。またキャラクターの設定も全てキャストに明かさない状態で収録は行われており、それぞれ背景を想像しながら意味深な台詞を発することも多かったと出演声優たちは述べている。

### 作風・テーマ
前述の通り、本作品はダイナドラゴンをモチーフとする合体ロボット「ダイナゼノン」を中心としたロボットアニメとなっている。元々ダイナドラゴンは、尺の都合で『SSSS.GRIDMAN』に登場させられなかった要素だった。加えて雨宮がグリッドマン役の緑川光よりダイナドラゴンの登場する作品を強く熱望されていたことや、かつてTRIGGERの大塚雅彦より合体ロボット物の作品を提案されていたこと、緑川と同じ思いを抱くユーザーがいるのではとの考えから、企画が展開された。同時に、前作では敢えて封印された原作との明確なリンクを前面に押し出し、ダイナドラゴンが初登場した原作第18話「竜の伝説」におけるミイラと関係した伝承や、恋愛関係の要素も取り入れられた。
ストーリーは『SSSS.GRIDMAN』同様、原作の『電光超人グリッドマン』を知る入口となる作品にすることが意識され、ストーリー構成も「マーチャンダイジングごっこ」と称される架空の商品計画に沿って各回のネタや大まかなストーリーラインが決定された。マーチャンダイジングが設定された背景には玩具サイズに縮小するロボットたちが登場することも理由に挙げられ、初期段階では意思を有する設定も手伝い、登場人物たちが日常的に触れることで、プロップとして扱われるようにする狙いがある。
この一方で、前作の結末を無かったことにしたくないとするスタッフの総意により、世界観、設定、登場人物は一新された。さらに本作品単体で前作と同じ面白さを追求するべく、『SSSS.GRIDMAN』では意図的にやらなかったことをやるというテーマが立てられた。その結果、メインのヒーローが不在のなかで主役となるアシストウェポンの存在や、深夜アニメでは避けた方が良いとされる大人の登場、4人対4人によるチーム戦、純粋なヒーローではない主要キャラたちの恋愛などがプロット段階から盛り込まれている。ストーリーの中盤では、『SSSS.GRIDMAN』の要素であるグリッドナイトが登場するが、これはマーチャンダイジングの流れに沿ってあらかじめ予定された要素であり、主人公サイドがパワーアップするための追加要素として往年のテコ入れを再現する狙いで設定された。長谷川はこれらの調整役を担っており、主人公であるガウマの立ち位置と設定の決定や、雨宮が初期に作っていた相関図や恋愛チャートに沿って恋愛軸を強化し、各回ごとの見せ方を検討している。
主題は複数存在するが、全体としては「仲間」をテーマにしており、個性の異なるキャラクターたちが心を合わせてダイナゼノンを操り、ピンチを切り抜ける姿を描くことが毎回意識されている。雨宮は、出会いや別れを描くうえで合体ロボットという題材が最高の舞台であると語っており、これを中心に据えることで、問題を抱えた人物たちが傷つけ合いながらも同じ道を進むという、ある種面倒くさい人の営みを描こうとしたと語っている。この他には「過去」という要素も主題に挙げられており、昔がどうあれ今何をするのが大切なのか、最終的に各々が最善ではなくても後悔のない終わり方を目指すことがテーマとなっている。

### デザイン
キャラクターデザイン
キャラクター名はナイトや2代目を除き、モチーフとなった「竜の伝説」に因んで、故事成語を由来とする。
デザインは雨宮のラフを元に坂本が描き起こしを行い、その案を元にスタッフが意見を出しながら決定稿を作るという流れで行われた。坂本が作品に対して「失われたもの」がテーマだと捉えていたことから、全体としては絶滅した動物や恐竜などがデザインモチーフに設定されており、キャラクターの各パーツに反映されている。またメインキャラクターは隠しテーマとして髪のハイライトなどに仏教や神道などの個々の死生観に繋がるモチーフが忍ばせられている。瞳の色は誕生石の色と連動させている。
ダイナゼノンデザイン
ダイナゼノンのメカニックデザインは、『グリッドマン』に登場した合体竜帝キンググリッドマンを念頭に雨宮が合体機構を構想し、それを元に野中剛が具体的なデザインを描き起こした。
『グリッドマン』におけるダイナドラゴンは2体合体であったが、本作品ではバリューを考慮した結果、他の円谷プロダクション作品も参考にしつつ4体合体のロボットとなった。当初雨宮は、怪獣形態だけで1クール作品を作れると考えていたが、視聴者への配慮や作画のし易さなどから人型形態への変形も設定されるに至り、前者は基本形態、後者は必殺技形態の位置づけとなった。
発注時点で名前や合体のラフ案は雨宮より考案されており、『SSSS.GRIDMAN』のアシストウェポン同様に商品化ならびに玩具のようなデザインにすることが指示されている。野中はこれに加えて、アシストウェポンが深夜アニメならではのデザイン（ピーキーなパーツ位置やケーブルを用いた接続方法）だったために玩具化した際に遊び辛かったとする反省から、今回は子供っぽさを出しつつ、各ロボットが破綻することなく合体し、遊びにも耐えうる構造にするとの意識をもって設計をしている。またダイナレックスはダイナドラゴンを意識した顔の面構成ながらも、「モンスターハンターシリーズ」に登場するリオレウスが制作当時の日本における標準的なドラゴンのイメージであるとの考えから、その雰囲気を盛り込んでいる。決定稿完成までには約半年を要し、雨宮サイドの提案で見栄えや作画の負担を考慮したディテールの修正などが行われた。また『SSSS.GRIDMAN』とは異なり本放送に合わせて実際に商品展開が計画されたため、玩具を用いながら合体シーンの考案や難しいギミックの判断が行われ、自立できないストライカーコンバインなどの設定などに活用された。各ロボットに関しては、『ウルトラマンダイナ』におけるスーパーGUTSのメカのパロディやオマージュが視聴者から指摘されたが、野中は放送終了後のインタビューでそれに触れつつも、修正作業や手癖が出たことによる偶然と語っている。
グリッドナイトとの合体に関しては『SSSS.GRIDMAN』をベースとしたキンググリッドマンを元に構想された。ダイナゼノンの複雑さから当初は合体は想定されず、ダイナゼノンに隠された強化パーツをグリッドナイトが装着し、「ナイトアーマード」なるパワーアップを果たす案が考えられた。しかし、野中が商品展開上の付加価値を考慮してゴルドバーンも追加した合体案を発案し、最終的にはカラーリングなどにも原作のキンググリッドマンの要素が入ったカイゼルグリッドナイトの登場につながった。

怪獣デザイン
『SSSS.GRIDMAN』同様、初めに雨宮によるラフ案を元に、企画協力の渋谷浩康と知り合いのデザイナーに声がかけられた。発想の起点はソフビ人形（アートトイ）であり、派手なカラーリングもそこに起因するが、「一人の人間の感情から生まれていた『SSSS.GRIDMAN』の怪獣とは異なり、市井の人々が無意識に発する感情がいくつも集まった結果、様々な色を持つ本作品の怪獣になる」というイメージを元に作成された。各デザイナーにはこれに加えて、怪獣優生思想のメンバーごとに掴める怪獣のタイプが異なるという設定、メカニカルだが柔軟性のある金属で覆われた原作グリッドマン第2クールのメカ怪獣を思わせる意匠であること、人が入った着ぐるみのような感じにしてほしい旨、原作『グリッドマン』における怪獣が変質させたシンボルタワーを付けるなどのオーダーなどが伝えられた。西川伸司は本作品の怪獣が前作の怪獣と異なり不特定多数の人間が関わって発生することから、統一感を出すことにはこだわらず、怪獣らしい怪獣を出すことを意識したと語っている。

### 演出
本作品では、引き続き原作や「ウルトラシリーズ」由来の小ネタが随所に盛り込まれているほか、重要なシーンでは登場人物たちの過去の会話や出来事などを回想として多用する演出法がなされた。
作画面では、『SSSS.GRIDMAN』よりも製作スケジュールが短かくなったため、同作の舞台であるツツジ台の背景も使いまわしながら作業量を低減している。また新型コロナウイルスが感染拡大する前に前作同様ロケハンが行われ、河川敷やそこに棲息する蟹などのリアルな描写の資料になった。ロボット関係はグッドスマイルカンパニーが展開するMODEROIDを参考にしつつ、作画が楽になるとの理由で、ヒロイック作画チーフの牟田口裕基が全体の印象を維持しつつ線減らしをしたデザインが描き起こされた。牟田口は前作からの違いとして、重量感のようなロボット物の特徴を出すことを意識しているほか、若手の浅野がメカニックシークエンスディレクターとして入ることで、『SSSS.GRIDMAN』との差別化を図ったと語っている。

## あらすじ
東京都アヤナシ市のフジヨキ台に暮らす高校生の麻中蓬はある日、河川敷で空腹で行き倒れていたガウマという青年を助けたことで、彼の命の恩人として慕われるようになる。明くる日、クラスメイトの南夢芽に呼び出されて水門に向かった蓬は、巨大な怪獣が出現して対岸の街を破壊するさまを目撃する。その場に居合わせたガウマが携えていた竜の副葬品を天に掲げると、巨大ロボット・ダイナゼノンが現れた。ダイナゼノンはガウマの他、蓬・夢芽に加え、河川敷に怪獣騒ぎを見物しに来ていた無職の男性、山中暦をパイロットとして怪獣に立ち向かい勝利を収める。
ガウマは自身を「怪獣使い」と名乗り、怪獣を使って世界の破壊を企む「怪獣優生思想」という敵の存在と、ガウマ自身もかつてはそのメンバーであったこと、自分たちは今から5,000年前に一度死に、現代に蘇った人間であることを明かし、暦の従妹である飛鳥川ちせを加えた5人で、ダイナゼノンを駆って怪獣と戦う「ガウマ隊」を結成する。ダイナゼノンを使いこなす訓練を重ねつつ、怪獣優生思想が次々に繰り出す怪獣に戦いを挑んでいく。

## 登場人物
一部の声の項は、ボイスドラマや『グリッドマン ユニバース』での配役。

### ガウマ隊
ダイナゼノンの搭乗者たち。年齢も素性もバラバラの男女で構成されるが、それぞれ個人的な事情を抱えている共通点をもつ。
ガウマ
声 - 濱野大輝
本作品の主人公。ガウマ隊の隊長であり、5,000年の時を経て現代に生き返った怪獣使いを名乗る青年。身長183センチメートル、体重61キログラム、血液型O型。5月1日生まれの5,021歳。酒が趣味。
怪獣使いとしての力が失われているため、代わりに副葬品だった竜の置物由来のダイナゼノンを操縦する。包帯を巻いたヤンキーのような見た目、深い隈と目付きの悪さ、型破りな言動が特徴的だが、人として守らなくてはならないものとして約束や愛の大切さを説き、自身も礼節や道義を重んじる義理堅い人情家である。信頼する相手には人懐っこい一面も見せ、次第に蓬たちからの信頼を得る。戦闘以外は水門の近くにある河川敷の高架下にテントを設営して棲みつき、川で獲ったカニを主食としながら日雇いのアルバイトを掛け持ちでこなしている。自身の口から復活の経緯は明かさなかったが、蓬はネットニュースの記事を元に、中国とネパールの国境付近にある標高4,200メートルの氷河から出土し、日本考古学研究所に搬送されるものの行方不明になった5,000年前のミイラがその正体ではないかと推測している。
5,000年前は怪獣から生命力を得て、将来を誓い合った姫のいる王国をジュウガたちと守護していた。しかし彼らが国に反旗を翻すと、姫を守るためにジュウガたちと戦い、相打ちの形で死亡する。復活後は、姫が自分同様に蘇ったと信じ、再会を果たすため、蓬たちの力を借りながら怪獣優生思想の操る怪獣たちと戦う。しかし怪獣との繋がりが絶たれたことで継続的に力が得られなくなったため、物語の進行と共に死が近づいており、肉体の衰えとともに各所で傷が拡がる。怪獣使いではない姫が生き返っていないことを悟るのと前後して衰弱は顕著となり、ガギュラ出現時はダイナゼノンへの搭乗が困難なほどの重体に陥るが、蓬たちの世界を救うため2代目の助力を受けて最後の戦いに参加。ガギュラに勝利して怪獣優生思想との因縁に終止符を打った直後に限界を迎え、ダイナゼノンを託された意味やそこに込められた姫の想いを悟りながら力尽き、姿を消す。
『グリッドマン ユニバース』では、ダイナレックスに魂を宿したことで記憶を持ったまま転生したことが明らかとなり、レックスを名乗ってグリッドナイト同盟に所属する傍ら新世紀中学生の新人として行動する。目元の隈は残ったままだが肉体の衰弱ぶりは解消され、他の新世紀中学生のメンバーと同様のスーツに身を包み、竜の紋章がモチーフの襟ピンや赤いサングラスを身に着ける。グリッドマンとともにツツジ台を訪れ、マルチバースの融合によってフジヨキ台から迷い込んだ蓬たちと再会し、さらには世界のカオス化によって復活した姫とも邂逅する。ドムギラン戦直後、グリッドナイト（アンチ）によるグリッドマンの強制シャットダウンによってツツジ台から消滅するが、マッドオリジン戦の最中にアレクシスのインスタンス・ドミネーションによってグリッドマンの中から具現化し、蓬らとともにグリッドマンと共闘する。戦闘後は蓬たちときちんとした別れを交わし、ナイトやゴルドバーンとともに新たな任務へと旅立つ。
- 脚本の長谷川は「五千年前から甦ったヤンキー」という設定で、『タイガー&ドラゴン』の長瀬智也が演じた山崎虎児をイメージしていたという。

麻中 蓬（）
声 - 榎木淳弥
本作品のもう一人の主人公というべき立場にいる、東京都立フジヨキ台高校1年3組の高校1年生。身長160センチメートル、体重51キログラム、血液型A型。2004年11月22日生まれの15歳。バスケットボールが趣味。
普段は人当たりの良さから友人も多く、ピュアまたは優しい性格と評される。周囲に自ら一定の距離を置き、表面のみ周りに合わせる節こそあるものの、大事な話をする際は本音で語ろうとする姿勢を見せる。小学3年生の時に両親の離婚を経験しており、本編では母親と共に祖母がもつ一軒家で3人暮らしをしているが、父親との関係は良好で、面会交流を続けている。一方で母が上条という男性と良好な関係を築き、自分が両者に気を遣わせる存在になっているのではという思いから、自立のためにゆりマートでアルバイトに勤しむ行動に繋がっている。
空腹で行き倒れていたガウマを助けたことがきっかけでなし崩し的に親交を持ち、シャルバンデス戦時にダイナゼノンの起動メンバーに選ばれたことで、ダイナソルジャーを託される。当初は自分以上の適任がいるとの考えからバイトを建前に合同訓練を欠席していたが、怪獣被害を目の当たりにして人々を守る責任感に目覚め、ガウマ隊の活動に前向きに取り組むようになる。バーナドドン戦以降は次第に夢芽を意識し始め、亡くなった姉の足跡を辿る彼女の手助けを行う。ガルニクス戦後は、夢芽に惹かれる情動をシズムに利用されてガギュラの出現を許すが、ザイオーン戦時に開花していた怪獣使いの能力を行使することで反撃のチャンスを作ることに成功し、勝利に貢献する。3か月後には夢芽と交際関係に発展し、彼女とクラスメイトたちの間を取りなすようになる。
『グリッドマン ユニバース』では、世界の異変によって夢芽とフジヨキ台によく似たツツジ台へと転移し、六花との邂逅を経てレックスを名乗るガウマと再会する。別世界に順応する夢芽たちに振り回されつつも裕太たちと交流を深めていたが、ドムギラン戦直後にグリッドナイト（アンチ）がグリッドマンの意識を強制シャットダウンした際に、怪獣との結びつきが強かったことが原因で唯一消滅から免れる。裕太がグリッドマンとのアクセスフラッシュを行う決心をした際は、使用を戒めていた怪獣使いの能力を行使して時間を稼ぐ。Universe Fighter顕現後は呼び戻された夢芽たちとダイナレックスに乗り込み、裕太たちとマッドオリジンに立ち向かう。マッドオリジン撃破後はガウマと別れを交わし、夢芽とともに餞別の本タラバガニをもってフジヨキ台の自宅に戻る。
南 夢芽（）
声 - 若山詩音
蓬のクラスメイト。身長160センチメートル、体重54キログラム、血液型B型。2004年8月1日生まれの15歳。カラオケが趣味。
周囲に合わせたり頼ったりすることが不得手で、物語開始時は先輩の男子生徒を呼び出しては約束を破って放置する奇行を繰り返していた。また一人で香乃の遺品であるアンクを象った知恵の輪に興じる姿や歌を口ずさむ姿も相まって、クラスメイトから「嘘をつく体質」または「掴みどころのない人物」と評され浮いており、さらに不和な関係となっている父と母の存在によって、家庭内でも居場所を失っている。以上のことからどうかしていると自覚しているが、鳴衣のような信頼のおける人物といる時は冗談を言い合うなどの年相応の振る舞いを見せる。
同様に蓬を水門付近に呼び出した際、ガウマがダイナゼノンを呼び出す場面に居合わせたことで起動メンバーに選ばれ、ダイナウイングの操縦者となる。以降は「手遅れになる前にやれることはやっておきたい」という考えに基づいて積極的に怪獣災害に立ち向かい、次第にガウマ隊の面々とも打ち解けていく。並行して姉の死に関する真実を追い始め、ガルニクスに取り込まれ過去の世界の香乃と邂逅した際は彼女の本心や事実を知り、苦悩から解放される。ガギュラ戦から3か月後には蓬の告白を受けて互いに呼び捨てで呼び合う仲となり、彼の計らいでクラスメイトたちと打ち解ける姿勢を見せ始める。
『グリッドマン ユニバース』では、蓬との交際を経て元来の明るい素顔を見せる。ツツジ台に迷い込んだ際もツツジ台高校に忍び込むなど浮かれ気味で、蓬を振り回す。
- 前作の六花やアカネが分かりやすい性的な要素を使ってしまったことから、それを抑えて艶やかさを表情で出したり、目の形で妖艶に見えたりするような方向にしている。トレーナーをブレザーの下に着たり、前髪の形など、現代の女子高生らしさのようなものを入れている。

山中 暦（）
声 - 梅原裕一郎
33歳の無職の男性。身長178センチメートル、体重69キログラム、血液型A型。1987年3月10日生まれ。
大学まで進学するものの中退した過去があり、以後はアルバイトや就職する意思はあると口には出すが、実際はやりたいことを見出せず自宅で布団をかぶって自堕落な生活を送っている。親戚縁者と顔を合わせることから法事を恐れているが、従妹のちせからは「センパイ」と呼ばれ慕われており、彼女が危機に陥った際は感情を露わにする。
ちせに無理やり怪奇現象の現場に連れてこられた際、図らずもダイナゼノンの起動メンバーに選ばれる。以降は仕事という独自の認識の下ダイナストライカーの操縦者としてガウマ隊での活動に軸足を置き、似たような心境の持ち主同士だったムジナと因縁が生まれる。私生活ではアヤメ中学時代の同級生である稲本さんと再会を果たし、心に残っていた彼女との記憶を思い出すが、ガルニクス戦時の追体験を経て自らの中で決着をつける。ガルニクス戦後は就職活動を再開していたが、ガギュラ出現時は自らの意志でガウマ隊に合流し、ムジナたちとの最終決戦を戦い抜く。3か月後には企業面接に21回落ちた末にあらたが経営する店の内定を得て、髪型や身だしなみも一新している。
『グリッドマン ユニバース』では、自宅の風呂場に入ろうとした瞬間に全裸のままツツジ台の裕太の家の風呂場へと転移する。半年間の間に退職して再び就活中となっているが悲観的な態度は見せず、世界の異変にも程なく順応し、マッドオリジン戦では危険を厭わず戦いに望む姿を見せる。
- 雨宮のラフではモシャっとした髪型のイメージであったが、坂本によってマッシュルームカットが提案された。

飛鳥川 ちせ（）
声 - 安済知佳
暦の従妹であるアヤメ中学の女子中学生。身長144センチメートル、体重34キログラム、血液型AB型。2006年9月6日生まれの13歳。物語開始時点では自主休学して暦の部屋に入り浸る怠惰な生活を送っている。
快活な性格だが毒舌家で、ロックやパンクを好む。また優れたゼンタングルアートの才能を持ち、常にアームカバーを身に着けた左腕には自作の蝶のボディペイントが描かれている。しかし個性的な才覚は学校に馴染めず周囲から孤立する要因ともなっており、内心では自分の居場所を強く求めている。
暦がダイナゼノンに取り込まれた姿を見たことからガウマたちと親交をもち、ガウマ隊の一員を自認して彼らの訓練に同行するようになる。ディドラス出現時は風邪で寝込んだ蓬に代わって臨時でダイナソルジャーを操縦し、以降はガウマ隊の補欠として一通りの操縦をこなせるように訓練を受ける。その一方で、暦たちとの間に密かに疎外感を覚えており、その情動が偶然拾っていた怪獣の種に吸われ、ゴルドバーンを誕生させるきっかけとなる。しかしギブゾーグ戦でゴルドバーンと戦闘に参加し、ガウマから改めて大事な仲間であると伝えられる。ガルニクス戦後は日常へ回帰する周囲に失望と反発を覚えるが、ガギュラ戦から3か月後は気持ちを整理してグリッドナイト同盟と共に旅立つゴルドバーンを見送り、自らは腕を隠すことをやめてゴルドバーンを模した新しいボディペイントを左腕に描き込んだり、不登校を続けたりするなど自分の意志を貫いている。
『グリッドマン ユニバース』では、ゴルドバーンをイメージしたエクステや新しいゼンタングルアートを描き込んでいる。突如風呂場から姿を消した暦を探すなかでツツジ台へと迷い込み、バッティングセンターにいた内海との邂逅を経てガウマ隊に合流する。
- 口元のホクロはスキャン時のゴミであり、終盤に蓬たちに付いたS型のキズが「SSSS」となるが、監督の雨宮がその後に付く「.」となるように関連付けている。

### 怪獣優生思想
ガウマから人類の敵と断じられる怪獣使いの集団。怪獣は世界を導く存在であると主張し、怪獣本位の世界を築くべく人間の秩序を破壊しようとするが、個々人によって最終的に思い描く理想は異なる。アイドルを彷彿とさせる白基調の軍服のような衣装が特徴で、普段は現代社会に適応して思い思いの生活を営んでいるが、スマートフォンなどで怪獣の情報を聞きつけると参集する。中指と薬指の間を開いた状態で手をかざして怪獣を見ながら「インスタンス・ドミネーション」のコードを叫ぶことで、怪獣を「掴む（意のままに操る）」ことができる。
ガウマ同様5000年の時を経て復活した存在であり、かつてはガウマと共に怪獣を兵器として使役し王国の統治と繁栄に協力していた。しかし国の怪獣使いを恐れる一派が暗殺を試みたことで反旗を翻し、ガウマとの戦いの末に倒された過去をもつ。そのため現代に甦って以降はガウマを裏切り者とみなして敵対するが、ダイナゼノンやグリッドナイトの前に連敗を重ねる。最終決戦では、4人全員が進んでガギュラに取り込まれることで死闘を展開するが敗北し、ガギュラと共に消滅する。
『グリッドマン ユニバース』では、マッドオリジンによる世界のカオス化にともない、学園祭準備に取り組む姿が描写される。
- 髪色、腕章、シズム以外の瞳の色はガウマたちがRGB系の色味であったのに対して、CMYKで配色されている。衣装デザインには前作のアカネやアレクシス・ケリヴに由来した紫の地色や袖の斜めのラインがある[24]。顔の造形は悪人っぽくしないようにしており、服の色もガウマたちがブレザーや革ジャンなど黒プラス一色が多かったため、白プラス一色の軍服のようなアイドル衣装となった。腕章のラインの数は操る怪獣の接地面の数となっている[注 7][26]。
- 『グリッドマン ユニバース』には『SSSS.GRIDMAN』の新条アカネが怪獣優生思想に似た衣装を着て登場するが、雨宮はアカネの衣装の方がベースにあり、それを何らかの手段で目にしたシズムたちが再現したものが怪獣優生思想の衣装だとしている[71]。衣装を再現した理由は、怪獣優生思想が「アカネちゃん教」みたいなものであるためとしている[71]。

ジュウガ
声 - 神谷浩史
眼鏡を着用した優男風の青年。身長183センチメートル、体重76キログラム、血液型A型。11月5日生まれ。投資が趣味。衣装の腕章のラインは黄色2本。主に二足歩行の人型の怪獣を操る。
メンバーのなかでは知性派で通っており、作戦の立案や怪獣の捜索を行う。当初は憧憬の念を抱いていた先輩のガウマや怪獣使いの素質を持つかもしれない蓬たちを自陣営に懐柔するが、応じる気が無いと判断して以降は殺害を躊躇しない冷徹さを見せ、ガウマを超えるべく怪獣によって彼を倒そうと血道を上げる。しかし度重なる敗北や自分たちの掴める怪獣の減少もあって焦りを見せ始める。ガルニクスの敗北をもって怪獣が全滅した後は、単独でガウマに敗北を伝えながらも、思想を捨てずに怪獣の世界のためにできることを探す。シズムが掴んだガギュラが出現した際は自ら進んで融合し、ガウマへの屈折した思いをぶつけながら因縁に決着をつけようとするが敗北。最後まで怪獣たちの未来がまだ終わらないと信じながら消息不明となる。
- 坂本はキャラ表を描く際に本作品のオープニングテーマを歌うオーイシマサヨシを参考にしたという。

オニジャ
声 - 内田雄馬
赤い長髪とシルバーアクセやアーマーリング、指輪やピアスなどワイルドパンクスが特徴の青年。身長180センチメートル、体重72キログラム、血液型O型。7月20日生まれの5021歳。FPSが趣味。衣装の腕章のラインはピンクで3本。主に直立歩行で尾が接地した怪獣を操る。
四六時中怪獣の力で全ての人間を殺すことを考える武闘派で、自分たちを裏切ったガウマを激しく憎悪している。その一方で仲間意識が強くジュウガたちに細やかな気配りを見せることも多く、逆に振り回される場面も多くある。また、威勢の割には詰めが甘く、バーナドドン戦以降は破壊された怪獣の破片に巻き込まれ、生還の度に「死ぬかと思ったぜ」と呟くことが多い。
ガルニクス敗北後は自らの手で人類抹殺を果たすべく、手始めに警官を襲って拳銃を奪うが逆に逮捕される。その後は警察署に留置されていたが、ガギュラとカイゼルグリッドナイトの戦闘の余波で拘束が解け、ジュウガらとガギュラに融合して人類抹殺を図ろうとするが敗北。4人の中で唯一満足げな笑みを浮かべ、二度目の死を自嘲しながら消息不明となる。
- 当初、房は右にあったが、敵役は下手から上手に向くため、左に変更された。

ムジナ
声 - 諏訪彩花
怪獣優生思想の紅一点で、スタイルの良い女性。身長175センチメートル、体重66キログラム、血液型O型。3月2日生まれ。食べ歩きが趣味。衣装の腕章のラインは水色4本。主に4足歩行の怪獣を操る。
復活してからは自分のやりたいことが曖昧なため主体性や大きな熱情をもたず、仲間の決めた方針に従うことを是とし、飲酒や仲間との遊びを楽しむ。しかし相通じるものを持つ暦との個人的な邂逅や、オニジャと共同でブルバインを掴んだことを契機に、自分には怪獣しかないことを感得し、怪獣を操ることに積極的な一面を見せ始める。最終決戦時はその気付きのきっかけとなった暦に対して激情をぶつけ、今際の際には自分たちの行動に疑問を抱きながら消息不明となる。
シズム
声 - 内山昂輝
褐色肌と金髪が特徴の小柄な少年。身長159センチメートル、体重46キログラム。1月2日生まれ。衣装の腕章のラインは太い濃い灰色1本。左利き。怪獣の声を聞く能力を持つ。メンバーのなかでは唯一怪獣が必要とする世の中を志向しており、怪獣がもたらす自由と解放を求める。主に不定形の怪獣を操る。
普段から表情に乏しく、寡黙な性格だが、その根底には世の中の理が鬱陶しいとする考えが存在する。規則で自身を縛る人間の行動原理が理解できず、蓬と夢芽の関係性に興味を持ち、それが怪獣を引き寄せるのではないかという個人的な考えから、交換留学生として2人のクラスに転入して交流を持つようになる。怪獣が現れなくなった後は、「怪獣はもっと自由であるべき」とする個人的な思想からメンバーのなかで唯一諦めることをせず、密かに追跡した蓬と夢芽の情動などを元に体内に宿したガギュラを育て上げ、他の怪獣優生思想のメンバーたちと一体化を果たす。最終決戦では消息不明となるまで終始無言だったが、ガギュラを掴んだ際に蓬と密かに繋がり、彼が時間や空間、生死からも解放された怪獣使いとしての無上の自由ではなく、かけがえのない不自由を選択する理由を理解できずに終わる。

### グリッドナイト同盟
ブルバイン戦の最中に現れたスーツ姿の2人組。怪獣のあらゆる脅威から世界を守ることを目的としており、世界の境界を発動機・スーパーコンピューターシステムを搭載した特殊なボートで超えることから、作中世界では怪獣と同様にイレギュラーな存在である。自分たちの経験から怪獣の行動原理や生態についても熟知しており、ガウマ隊と共闘する。ガギュラを倒した後は新たな使命を果たすために、ダイナレックスやゴルドバーンと共にパサルートで別世界へと旅立つ。
『グリッドマン ユニバース』ではドムギラン戦時にグリッドマンのもとに駆けつけ、世界のリセットにともなって消滅するが、マッドオリジン戦時に『GRIDMAN』と『DYNAZENON』の宇宙が同期したことでアンチと2代目に姿と記憶が引き継がれる。
ナイト
声 - 鈴村健一
グリッドナイトへの変身能力を持つ青年。身長175センチメートル、体重65キログラム。9月9日生まれ。左目を髪で隠し、ナイトキャリバーを模した赤い刀剣レプリナイトキャリバーを腰に佩いている。左利き。常に2代目に付き従い、ガウマなど無礼を働く者には硬い口調とともに容赦なく拳を喰らわせる。寡黙で思慮深く見えるが至って単純な思考の持ち主で、他人のことはフルネームで呼ぶ。2代目のスーツケースに入っている携帯食料を食べている。
当初はガウマ隊を敢えて足手まといと断じ、その行動や思想を見極めようとする。しかし彼らが怪獣に立ち向かう善良な存在と判断すると、ブルバイン撃破に協力し、以降は無愛想かつ厳しい態度を保ちつつガウマ隊と共闘する。
『グリッドマン ユニバース』では、マッドオリジンとの戦いでグリッドマンの中からダイナゼノンが実体化したことにより、ツツジ台のアンチが同期する形で姿や記憶が引き継がれる。
- 前作を知らない人でも同じ気持ちで見られるように、デザインを一新しているが、左利きや目が赤いという設定は前作から踏襲している。
- スーツの社会人一年生という発注で、とあるキャラクターを真似している。

2代目（）
声 - 高橋花林
ナイトと行動を共にする眼鏡をかけた女性。身長165センチメートル、体重55キログラム。5月8日生まれ。左利き。本編中では何の2代目なのかは語られていない。社交的な性格で、後輩的な立場にあると思われるナイトを「ナイト君」と呼び、指示を出す。ダイナゼノンの損傷個所を修復するフィクサービームアンプルや、傷ついた人間を癒やすワクチンアンプルを有しており、所持しているライブバトンの中央部分にカートリッジを装填することで両端のクリスタルから様々な光線を放つ。携行しているスーツケースには前述のカートリッジや携帯食料が詰まっている。
『グリッドマン ユニバース』では、マッドオリジンとの戦いでグリッドマンの中からダイナゼノンが実体化したことにより、ツツジ台の怪獣少女アノシラス（2代目）が同期する形で姿や記憶が引き継がれる。

### 主要人物の関係者
稲本さん（）
声 - 伊瀬茉莉也
蓬のアルバイト先である「ゆりマート」のバイトリーダー。身長176センチメートル、体重58キログラム、血液型O型。1986年12月2日生まれの33歳。国内旅行が趣味。プリン色の髪型が特徴。現姓は橘で、フジヨキ台のサナエ町で店を構えるあらたとの結婚を機に地元へ戻ってきたが、夫婦仲は良くない模様。
蓬のことは「高校生」と呼び、夢芽との恋愛事情に茶々を入れる。アヤメ中学時代の同級生である暦とは、当時学校の窓ガラスを投石で割る非行や、廃墟の男子トイレにあったボストンバッグに詰まった札束の発見といった秘密を共有する間柄であり、再会を機に連絡先を交換して呑み友達となる。
鳴衣（）
声 - 田所あずさ
夢芽と幼少期から付き合いのある友人。本名は角井 鳴衣。写真部所属で、夢芽とはクラスは異なるものの互いに心を許しており、夢芽からはお母さんと呼ばれている。また金石とも交友がある。
淡木（）、なずみ、らんか、金石（）
声 - 小笠原仁（淡木）、梶原岳人（なずみ）、土屋李央（らんか）、遠野ひかる（金石）
蓬と仲の良いクラスメイトたち。「kmkrえんそく」という連絡グループを共有しており、バイトやガウマ隊での活動で多忙な蓬に対しても気にすることなく交友関係を続けている。なずみの本名は泥 蓮（）。
- らんかが使用しているLINEスタンプは、『グリッドマン』のジャンクの音声プログラムが基になっている。

南 香乃（）
声 - 佐伯伊織
夢芽の姉。身長156センチメートル、体重49キログラム、血液型A型。1999年9月25日生まれ。オカルト動画鑑賞が趣味。本編開始の5年前はフジヨキ台高校の合唱部に所属しており、成長に連れて距離が出来ていた夢芽を合唱部の定期演奏会に招待した直後、シデノタオサ水門での合唱練習中に転落して死去した。享年15。
生前は、同じ部活の副部長だった千田双葉と両想いになったのをきっかけに、女子部員からいじめにも取れるいじり行為を受け、その様子を撮影されていた。そのため、死の真相はそれを苦にした自殺ではないかという噂がOB・OG間では囁かれている。しかしガルニクスによって夢芽が過去を追体験した際は、約束を果たすために自殺する気などないこと、周囲と合わせることに苦心した結果、成長と共に夢芽とも溝が生じる結果になったことが明らかとなる。
- ショートカットというのは、夢芽のラフデザインが基となっている。
- 自室には『ウルトラマンネクサス』のガンバルクイナくんのぬいぐるみが置かれている。

姫（）
声 - 内田真礼
5千年前、ガウマが怪獣優生思想たちと共に仕えていた王国の王女。身長171センチメートル、体重57キログラム、6月22日生まれの25歳。趣味は動物飼育。国から恐れられる彼らを労い、ガウマに「人として守るべき三つのこと」を教えた。やがてガウマと将来を誓い合う仲となるが、母国と怪獣優生思想との争いの最中、ジュウガたちと相打ちになったガウマを追って自死したと言われていた。ガウマは死亡してから復活までの間に見知らぬ少女からの呼びかけでその事実を知り、復活後は自分同様に蘇ったと推測していた。
テレビ本編では直接の登場はなく、ガウマがガルニクスに取り込まれた際の夢という形で登場する。『グリッドマン ユニバース』では、マッドオリジンによる世界のカオス化によって復活し、ツツジ台のデパートで開催されていた北海道物産展の売り子をしている際にガウマと再会。フランクな物腰で本タラバガニを売りつける一方で、人として守るべき3つのことは、約束と愛と賞味期限であると改めて伝える。グリッドマンの強制シャットダウンにともなう世界のリセットによって消滅するが、消え去る前にガウマへの領収書の裏に、「ガウマ いつまで ひきずってんだよ バーカ」というメッセージを書き残す。
- テレビ本編でのデザインは作画スタッフが担当していたため、『グリッドマン ユニバース』では坂本がそのイメージを崩さないようにした上で新規にデザインされている。衣装にはダイナゼノンの意匠が取り入れられており、顔は雨宮からの「ギャルっぽく」というオーダーをいれつつ、原作グリッドマンの井上ゆかに寄せられている。
- 『グリッドマン ユニバース』において平仮名表記で「ひめ」なのは、『SSSS.GRIDMAN 姫とサムライ』の主人公・久月 姫との重複を避ける都合である。

## ダイナゼノン / ダイナレックス
ガウマが自身の副葬品であった竜の置物を媒介に召喚した謎の巨大ロボット。当初は光と共にフレーム状態で出現し、ガウマ、蓬、夢芽、暦を飲み込んだのちに真紅のカラーリングとなる。初陣となったシャルバンデス戦以降は機体を構成する4体のメカに分離し、初回の起動メンバーに選ばれたガウマたちがそれぞれを所有することになる。
各機体にはダイナレックスの頭部を模したインナースペースが存在し、牙の内側に映し出されるモニターで会話をしながら、テンキー、トリガーボタン、各種インジケーター、トグルスイッチ、スティックを備えたコントローラーを介して操縦が行われる。合体時は主にガウマがメインで操るが、4人の気持ちを1つに合わせないと合体すらままならず、できたとしても弱体化するという制約がある。
出自や全機能に関してはガウマも把握しておらず、平時は人気のない奥多摩の渓谷に集合し、機能把握と操縦技術向上のために訓練を重ねる。対峙したナイトは、怪獣が出現する世界に現れる抗体（アンチボディ）のような存在であると分析している。またジュウガは、怪獣使いの素質のある人物がパイロットとして選ばれている可能性を指摘している。
ガギュラ戦後はガウマが力尽きると同時に色を失い機能を停止するが、グリッドナイト同盟に回収されて運ばれた別世界で再起動を果たす。続編にあたる『グリッドマン ユニバース』では、新世紀中学生の新メンバーとなったガウマ（レックス）と融合を果たし、ガウマがアクセスコードをコールすることでパサルートを経由し、ダイナレックスとして単独で実体化する。

### 形態
合体竜人 ダイナゼノン（）
基本形態となる巨大人型ロボット形態。戦闘開始時の合図は「ダイナゼノン・バトルゴー！」、分離時の合図は「一時解散！」。格闘戦や各部の武装を用いて戦闘を行う。背中のブースターを使用することで大気圏外まで飛び出すことも可能。
合体強竜 ダイナレックス（）
ダイナゼノンが各部の配置を変えて分離合体することで完成するドラゴン怪獣形態。本来の力が発揮される姿であることから、ガウマから「真の姿」と称される。翼と脚部の噴射によって飛行が可能で、体当たりや尻尾を振り回すなどの豪快な戦い方を得意とする。戦闘ではダイナゼノンで相手にダメージを与えた上で変形し、必殺技につなげるという戦法が取られる。

### 構成メカ
普段は所有者の掌に収まる玩具サイズに小型化しており、「アクセスモード、（機体名）！」の掛け声で元の大きさに巨大化する。元々は一つのメカだったため、互いのメカの反応を追跡することができる。また、起動に立ち会った5人の間であれば、状況によって巨大化や操縦を代わることも可能である。

ダイナソルジャー
ダイナゼノンの胴体、ダイナレックスの上半身など全体の中核となる竜人型小型ロボット。出入り口は目の部分で、胸の青い部分にあるインナースペースで操縦を行う。他の3体とは異なり武装は有さず、単体では敏捷性と両手足の爪を活用した肉弾戦を行うほか、一部の機体とコンバイン（合体）することで戦力を強化する。所有者は蓬で、普段は自宅のエアコンの上に隠されている。ディドラス戦では蓬が風邪でダウンしていたため、一時ちせが操縦を行う。
- グリッドマンに対する2号ロボであることから、顔は『恐竜戦隊ジュウレンジャー』のドラゴンシーザーのようになっている。『五星戦隊ダイレンジャー』の龍星王やザンボエースのような「コアロボ」のイメージから、ダイナレックスの頭部も入れ込んでいる。ダイナゼノン合体時の保持のため、突起状のパーツが腰に追加された。フルパワーグリッドマンのように合体前の股関節を兼用せず別の下半身メカをくっつけることを前提に考えられ、反転した膝のノズルが後方を向くよう設計されている。

ダイナソルジャーダイバーコンバイン
ダイナソルジャーとダイナダイバーがダイバーコンバインした潜降形態。水上を高速で巡航することが可能となる。
- 当初脚本段階では登場していなかったが、アイデアスケッチで提案があったことから、絵コンテで取り入れられた。

ダイナソルジャーウイングコンバイン
ダイナソルジャーとダイナウイングがウイングコンバインした飛行形態。ダイナソルジャーの膝のノズルが変形し、ダイナウイングと推力方向が一致したスラストリバーサーを併用することで、自由な空中戦が可能となる。また僚機や捕捉した怪獣の空輸もできる。
ダイナソルジャーストライカーコンバイン
ダイナソルジャーとストライカーがストライカーコンバインした砲撃形態。ダイナストライカーが巨大な腕部を形成することで砲撃能力を得る一方、安定性に難があることから長時間自立できない欠点を持ち、運用が困難である。
ダイナミックキャノン
グリッドナイトの存在に適応反応したダイナソルジャーが、単機で大砲に変形した砲撃形態。カイゼルグリッドナイトの合体時とは、腕の位置やヘッドギアの有無などが異なる。

ダイナウイング
夢芽が所有する全翼機型メカ。ダイナゼノンの胸当て、ダイナレックスの両翼を構成する。出入り口はキャノピーに相当する部分で、普段夢芽はしゃがんだ状態で操縦する。W型の翼が特徴で自由に角度調整ができ、他の3機を吊り下げながら飛行できるほどの推力を誇る。夢芽は鞄に入れて持ち歩いている。機体の特性から、夢芽は学校に遅刻しそうな際の通学手段や仲間の出迎えなどでも使用する。武装は翼から発射される光弾砲とペネトレーターガン。

ダイナストライカー
暦が所有する水陸両用の巨大装甲バギーカー型メカ。ダイナゼノンの両腕部、ダイナレックスの尻尾を構成する。光の道を作り出して空中を走行することが可能。光弾を発射するフロントの機関砲8門や前部に形成したシールドによる体当たりなどを攻撃手段とする。この状態でもフロントの手指は駆動可能で、物体の把持などができる。ムジナから奪還した際はガウマが操縦したこともある。
- 『SSSS.GRIDMAN』に登場したバトルトラクトマックスやバスターボラーとの重複を避けてバギーとなった経緯がある。また先端の手はバトルトラクトマックスや従来のロボットに見られる握り拳を避けたいという雨宮の意向で平手となっている。

ダイナダイバー
ガウマが所有する潜水艦型メカ。ダイナゼノンおよびダイナレックスの脚部を構成する。水上や水中に活動が限定されるが、陸や空の怪獣に対しては後述の武装で攻撃する。武装は甲板に並ぶダイナランチャー10基より発射されるバーストミサイルと引き込み式対空レーザー砲4門。機体前部には水中用のライトとランディングギアが装備され、後部の爪と合わせて陸上に駐艇する際に展開する。
- ラフでは「ダイナベース」という名称であった。当初は『轟轟戦隊ボウケンジャー』のゴーゴーキャリアーのようであったが、潜水艦のようにしたことで『ダイナ』のガッツマリンのようになった。ダイナゼノンの爪先に当たる部分は描きづらいことから変更している。

### 合体形態
超合体竜王 カイゼルグリッドナイト（）
ゴルドバーンの作り出す空間の中で、心を合わせたダイナゼノン、グリッドナイト、ゴルドバーンが合体を果たした姿。ゴルドバーンのカオスブリンガーを含む合体光線によってサイズが調整されたグリッドナイトに、ダイナウイング、ダイナストライカー、ダイナダイバーがボディ、ゴルドバーンが胸部の追加装甲および頭部の兜としてそれぞれ合体し、ダイナゼノンの兜を伴った状態でダイナミックキャノンに変形したダイナソルジャーが右肩にマウントされ、最後に余剰エネルギーから形成された紫色の光のマントが翼から噴出して完成する。ゴルドバーンさえいればグリッドナイトとの合体が可能だが、戦力は落ちる。
- キンググリッドマン同様、金と青の差し色が入っている。グリッドナイトには角状の突起が頭部両側にあったが、突起を通す穴を野中がデザインしたことで、突起を取り外さずにはめ込むことが可能となった。

超竜王合体超人 ローグカイゼルグリッドマン（）
グリッドマン (Universe Fighter) をコアに、ダイナゼノンの全メカとビッグゴルドバーンが合体した姿。カイゼルグリッドナイトと同様の要領でダイナウイング、ダイナストライカー、ダイナダイバーがボディを構成した後、翼、胸、兜、両肩の追加パーツとして分離したビッグゴルドバーンが合体して完成する。武器は、ダイナミックキャノンとビッグゴルドバーンの一部が合体した大剣ダイナミックビッグブレード、指先から展開するビームクローローグネイル、腹部のビームバルカンゴルドショット。ローグはならず者を意味しており、重装備をものともしないパワーと機動性を合わせて、それまでのグリッドマンとは異なる、獣を彷彿とさせるスタイルとなっており、ダイナレックスさながらの荒々しい戦法も行う。
- 製作当初から原作における合体竜帝キンググリッドマンに相当するパワーアップ形態として登場することが決まっていた。デザイン時点では「デュークカイゼルグリッドマン」という仮称であり、野中によるデザイン案から、荒々しくワイルドなシルエットが原案となり、ギミックや劇中での設定も踏まえながら決定稿となった。玩具展開の都合やダイナゼノンとの差別化を図るために各所を光らせることが想定されており、オーロラメッキの入ったクリアパーツの採用やボタン電池の寸法も考えながらの設計が行われている。

### 武装
ダイナゼノン
ダイナセイバー
ダイナストライカーのバンパー部分にあたる両掌底のプレートをスイングさせて進展させるビームの刃。
ペネトレーターガン
両肩の爪で掴み、背中から肩に反転した砲身より発射するビーム。ダイナレックスおよびダイナウイング単体でも射撃可能。
夢芽は「なんとかビーム」と呼称しながら発射しており、『グリッドマン ユニバース』でもレックスが仲間の想いを反映してこちらの呼び名が用いられている。
バーストミサイル
両足のハッチ10門から発射されるミサイル。
ストライカーストーム
腕部および肩部に位置したダイナストライカーのタイヤを使用した回転砲。光弾を発射する。
フィンガーフォトン弾
指先から連射される光弾。

ダイナレックス
ペネトレーターガン
ダイナゼノンとは異なり、砲門が機体前方を向く形で翼に配置される。
スパークバルカン
口内に装備された2門のビーム砲。

### 必殺技
ダイナゼノン
ダイナゼノンフルバースト
全火力を機体前方に開放して一斉発射する。
バーストミサイルキック
脛のダイナランチャーよりミサイルを発射しながら回し蹴りを見舞う。
バーストミサイルナックル
バーストミサイルキック同様、ダイナランチャーからミサイルを発射しながら並走し、着弾と同時に拳を叩き込む。
ビッグブレードストライク
両手を合わせて巨大化させたダイナセイバーで敵を一刀両断する。

ダイナレックス
必焼大火炎レックスロアー
ダイナレックス最強の必殺技。口部から咆哮とともに巨大な猛火炎を吐く。ゼロ距離で放射する場合もある。
必焼灼熱大火炎バーニンググリッドレックスロアー
グリッドバーンナイトを背部に騎乗させた状態で、必焼大火炎レックスロアーとグリッドナイトストームを放つ合体技。
フルパワーグリッドレックスロアー
残されたパワーをグリッドナイトキャリバーに集中したフルパワーグリッドナイトとともに、必焼大火炎レックスロアーを放つ合体技。
レックスファング
鋭い牙によって相手を噛み砕く。

ダイナソルジャー
ストライカーストームα・β
ストライカーコンバイン時に使用。ダイナストライカーの4つのホイールから同時に渦を巻く火炎光線を発射する。
ダイナミックファイヤー
ダイナミックキャノン時に使用。グリッドナイトが引き金の尻尾を握り肩に担いだ状態で照準を合わせ、蓬がトリガーを引くことによって超高熱プラズマ火炎を発射する。

カイゼルグリッドナイト
カイゼルナイトダブルストーム
グリッドナイトストームと同様のモーションの後に両手のバンパーのスリットからグリッドナイトストームが強化された破壊光線を放つ。
ダイナミックキャノン・レックスグリッドファイヤー
大顎がより展開したダイナミックキャノンから放つ紫色の光線。発射時は反動に備えるため、踵部の爪をアンカーとして突き立てる。
カイゼルナイトサーキュラー
ダイナセイバーの出力を上げて威力が増強されたグリッドナイトサーキュラーで、広範囲を攻撃する。
カイゼルナイトダブルサーキュラー
『グリッドマン ユニバース』で使用。両手の手刀からグリッドナイトサーキュラーを展開して攻撃する。
グリッドダブルパワーフィニッシュ
『グリッドマン ユニバース』で使用。フルパワーグリッドマンと共に極大のビームを放つ。
ダイナミックファイヤー
『グリッドマン ユニバース』で使用。猛烈な火炎をダイナミックキャノンから放射する。
ストライカーシェード
『グリッドマン ユニバース』で使用。胸部のタイヤを回転させることでバリヤーを形成する。
ローグカイゼルグリッドマン
ローグカイゼルパワーフィニッシュ
両肩のジェネレーターを噴射させてカイゼルパワーチャージを行い、突進しながらダイナミックビッグブレードで貫いた相手にエネルギーを注入して爆砕させる。

## 登場怪獣
本作品の怪獣は、何者かによって意図的にフジヨキ台に撒かれた怪獣の種を元にして誕生しているとされ、関東近郊を中心に出没している。全ての個体は共通してカラフルな体色と振動波器官と呼ばれる透明アクリルのようなアンテナ状の器官をもち、光粒子カオスブリンガーの発生と同時に固有の能力を発揮できる。怪獣優生思想が成長段階の怪獣たちを掴むと目が赤く変化して急成長し、彼らの意のままにコントロールされて破壊活動を行う。またグリッドナイト同盟は、人と人とのコミュニケーションから生まれた情動が作用した結果により誕生・成長する存在であると分析している。そのため、強い情動が得られないと成長できずに死んでいく種もある。また、このほかに5,000年前にも怪獣使いの使役する怪獣が登場している。
- 各怪獣の声は、声優が割り振られているものを除き、主要キャストが怪獣の傾向に合わせて感情をつけたガヤを加工して使用された[注 19][123]。また本作品の怪獣が人間の心を3次元上に可視化した設定であることから、個々の名称は心理的効果がベースとなっている[33]。

急転直下怪獣 シャルバンデス
第1回に登場。誕生日は2020年5月27日。背中の振動波器官から放射するカオスブリンガーによって物体を空中に浮遊させる能力を有する。戦闘では青白い稲妻を口から発射するほか、頭部の継ぎ目が剥がれて首を蛇腹剣のように伸長させ、鼻先で刺し貫く攻撃を見せる。
フジヨキ台と川を隔てて隣接する東京イモセ市にてビルや自動車などの浮遊現象を相次いで引き起こし、蓬が夢芽に呼び出された夜にオニジャに掴まれ巨大化。暴れているところに駆けつけたダイナゼノンを浮遊能力で翻弄するが、ダイナゼノンがダイナレックスに変形すると劣勢になり、最後は宙に放り投げられたところを必焼大火炎レックスロアーによって撃破される。
- デザインは西川伸司。名前の由来はシャルパンティ効果。モチーフは『UFOロボ グレンダイザー』の円盤獣と「宇宙戦艦ヤマトシリーズ」のガミラス高速空母。第1回の怪獣であることから、操る人間との関係性が分かるスタンダードな体型にしつつ、CGで描画されることを受け、敢えて手描きの大変なデザインとなっている。首が伸びる設定は西川の提案によるもので、雨宮が気に入ったことで作画による再現が行われた。修正稿では首がチェーンソードになる案も描かれていた。

油断大敵怪獣 グレージョム
第2回に登場。誕生日は2020年5月28日。シャルバンデス戦後に出現した怪獣。頭頂のツノと拡げた背中の翅の振動波器官からカオスブリンガーを放射することで短距離区間をワープする能力をもつ。戦闘時では白兵戦や脇腹の気門および胸部三か所の発光部から怪光線を放つ。
天王洲運河を渡って芝浦付近の橋脚で留まっていたところをジュウガに掴まれる形で活動を開始。駆けつけたガウマたちをワープ能力で圧倒するが、ダイナソルジャーウイングコンバインに翅を掴まれてワープ能力を封じられ、その状態で空中に放り投げられたところをダイナランチャーバーストミサイルで攻撃され、撃破される。
- デザインは酉澤安施。名前の由来はクレショフ効果。頭部のモチーフはミヤマクワガタ。ありきたりにならないように、頭から首にかけて大顎を逆向きに複数付け、後頭部の立ち上がり部分も頭部の出っ張りをイメージしている。蛇腹の節は幼虫、腹部は気門、大腿部や肩は昆虫の鞘翅、振動波器官はクモの巣、羽はトンボ、手はカマキリがモチーフとなっている。拡げた翅で瞬間移動をすることから、スマートな人型でゼットンを彷彿とさせるものとゼットンの顔をイメージした発光部が胸にあるものの二案を合わせ、振動波器官と同様のモチーフを翅にも入れ、口はインセクタスのような感じにしている。シャルバンデスに光るラインがあり、この怪獣は昼間に登場することから、光るラインはなくしている。色はシャルバンデスが寒色系であったことから、暖色系となったが、ダイナゼノンが赤をメインとしていたため、ビビットな色としてピンクをメインとすることとなった。

千荊万棘怪獣 バーナドドン
第3回に登場。誕生日は2020年5月29日。千葉県K市の田園地帯にある鉄柱に出現した怪獣。背中頂部に振動波器官を備えており、そこから放射したカオスブリンガーを発火させて広範囲を爆裂させる。
オニジャに掴まれてガウマたちに爆発攻撃を仕掛けるが、戦う理由を明らかにしたガウマと蓬たちがダイナゼノンになると、酸素の無い宇宙空間へと運び上げられ、ダイナゼノンフルバーストにより胴体が砕け散る。それでも頭部だけでガウマたちに迫るが、ダイナレックスのレックスファングによって噛み砕かれる。
- デザインは丸山浩。名前の由来はバーンアウト。全体のシルエットは太陽の塔がモチーフとなっており、頭頂部に似たような雰囲気のものがあったことから、太陽の塔のような突起物をボディー両サイドに付けている。当初は獅子舞のようなイメージという指示があり、第1回・第2回がイケメンでカッコいいデザインであったことから重複しないようにブサメンで、少し生物感を感じさせるデザインとなった。着ぐるみの場合では、獅子舞の顔をスーツアクターの手で動かす仕組みのデザインとなっている。板金叩き出しをイメージしたボディーの装甲は有機的なフォルムにしており、無機質感を出すためにバーコードの模様をつけている。当初は尻尾が第2の顔として考えられており、先端が頭と少し似ていたり、ボディーと同様の突起物が尻尾の途中に付いているのは、その名残である。

有為転変怪獣 ディドラス
第4回に登場。誕生日は2020年6月5日。フジヨキ台の駐車場に出現した怪獣。背中から伸びたドリルのような一対の振動波器官からカオスブリンガーを放ち、当たった物体を三次元物体と相互作用を起こさない二次元の平面に変換する能力をもつ。
ムジナに掴まれて市街地に出現後は、出動したガウマたちの攻撃を二次元に移しかえることで無力化し、腹部から背中にかけて繋がったチェーンソーのような突起列や質量を活かした攻撃で追い詰める。しかし、風邪で療養中だった蓬が無理をして駆けつけたことでダイナゼノンが登場すると劣勢になり、最後はダイナレックスによって尻尾に噛みつかれた状態でゼロ距離から射撃された必焼大火炎レックスロアーを受けて爆散する。
- デザインは西川伸司。名前の由来はディドロ効果。雨宮の抱いていたキングストロンをモチーフに『UFOロボ グレンダイザー』における円盤獣の悪党顔を元にしつつ、膝が付いた後脚や長い尻尾などスタンダードな怪獣にし、西川がグレージョムやバーナドドンの派手さを知ったことで、赤や黄色を使ったカラフルな体色やファイヤーパターンの模様が取り入れられた。キングストロンのほかに、バルタン星人やウルトラセブンのように、「メカのようではあるがメカではない」ディテールのパターンを取り入れている。ガイガンを意識して体の中央に回転カッターがあるが、よりメカ怪獣感を強調させるために腹から背中まで一周させている。初稿や準備稿では背中の模様が迷彩柄のものやキャタピラやドリルが付いていたものもあった。

生生流転怪獣 ネオフォビア
第5回に登場。誕生日は2020年6月14日。あきる野インター近傍に出現した怪獣。水色に彩られた二足歩行の形態と、上下反転して六足歩行で内部の黒い部分にある巨大な鋭い牙と6本の触腕で獰猛に襲い掛かる形態の2つを使い分ける。頭部の振動波器官から発生させるカオスブリンガーは触れた物体をゾル状に溶解する性質をもち、攻撃の際は体表の星図から光針、頭頂部の振動波器官間から追従型の怪光線を発射する。
シズムが掴んだ状態でガウマ隊と交戦。ダイナウイングに攻撃を集中してダイナゼノンへの合体を妨害するが、ダイナソルジャーストライカーコンバインの攻撃を受けたことで隙が生じ、合体を許す。その後は裏返った状態でダイナゼノンに襲い掛かるが、分離して攻撃を避けられると再合体したダイナレックスの必焼大火炎レックスロアーによって撃破される。
- デザインは田口清隆で、ラフを元に雨宮がデザイン補佐として整理と補足を実施した。名前の由来はネオフォビア。他の怪獣がウルトラシリーズの超獣然としたデザインだったことから、ガヴァドンAの雰囲気とプランクトンのイメージを混合させた、シンプルかつ不定形な怪獣となった経緯がある。足の模様は「田口」という文字の組み合わせで構成されている。

落花流水怪獣 ブルバイン
第6、7回に登場。誕生日は2020年6月17日。サナエ町の高架橋に挟まる形で出現した四足歩行の怪獣。ドリルのようなツノを持ち、翼やタテガミ状の触手先端から発射する破壊光線のほか、全身の振動波器官からのカオスブリンガーの放出と共に重力を増減して上から物体を押し潰す能力をもつ。
オニジャとムジナの2人がかりで掴まれた状態でダイナゼノンと交戦。蓬、夢芽、暦がそれぞれ別のことに心を囚われていたために本来の力を発揮できないダイナゼノンを大破させるまで追い詰めるが、乱入したグリッドナイトに妨害され、一時撤退する。戦闘によるダメージからの回復後は海ほたる付近の洋上に出現し、満身創痍のダイナゼノンと駆けつけたグリッドナイトを初戦以上のパワーで相手取るが、ダイナゼノンがフィクサービームにより修復されると2体の連携に圧倒される。最後は上空に舞い上げられたところを、ビッグブレードストライクおよびナイトサーキュラーエンドによって切り裂かれ、爆散する。
- デザインは岡本英郎。名前の由来はダブルバインド。『海底3万マイル』の火焔竜や『サイボーグ009 怪獣戦争』のプレシオサウルス、『わんぱく王子の大蛇退治』のヤマタノオロチの四角力の線を入れ込んだ直線で顔のラインを構成し、東南アジアのテイストが入った超巨大な角を持つ牛をモチーフとしている。当初は巨大な翼を付けていたが、決定稿では翼の位置に仏像の舟型光背を付けている。

紆余曲折怪獣 ザイオーン
声 - 吉田衣央莉、吉田到馬
第8回に登場。誕生日は2020年6月27日。ガウマが棲み付く河原付近に出現した怪獣。子供の未熟な感情から生まれたために小さな姿で発生した。シズム曰く「ハズレの怪獣」。カオスブリンガーの散布と共に、拭い去ることの出来ない極彩色の塗料をばら撒く力をもつ。
成長段階で能力を行使してガウマの顔や各所を染色しながら移動していたが、河川敷で転んだところを蓬たちに捕獲される。害意はなく破壊活動はしていなかったため、檻に入れられてガウマの監視下に置かれるが、居眠りしていた隙をつき脱走。能力を再び行使しながら巨大化を果たした後は、人口密集地であったため迂闊に火器を使えないガウマや暦を翻弄し、さらには戯れで夢芽とちせが休憩していたショッピングモールに迫るが、動きを止めようと蓬が敢行したインスタンス・ドミネーションによって、開いた口内から真眼が出現した状態で活動を停止。その隙をついて放たれたダイナミックファイヤーによって撃破される。
- デザインは坂本勝。名前の由来はザイオンス効果。CGではなく、手描きの作画で描かれている。色は女子が好きな色の上位3色で配色している。背中の突起は当初は複雑であったため簡略化され、左右非対称であった身体の模様も清書時に対称に修正された。目はロイコクロリディウム、背中の突起はコマユバチをモチーフとしている。口の中の襞は裂けたシイタケの繊維をイメージしている。子供から生まれたため、正面の顔はウルトラマン、胴体はサッカーボールをイメージしている。未熟な怪獣のため、手足がちゃんと形成されなかった振動波器官自体から生えているイメージとなっている。間違えた成長の仕方で大きくなった出来損ないの怪獣という要素を残し、頭と尻尾が逆となっている。手足は中から見えてはいけないものが見えている感じとなっており、袖の中はミンチ機をイメージしており、結束バンドで中から押し出された挽肉を脚の形に無理矢理縛っているものとなっている。メカ怪獣ということから、ねじやビスを配置し、尻尾の顔はメカナナシのようにしている。
- 担当声優はいずれもサウンドミキサーの吉田光平の子供で、鳴き声は二人の笑い声をベースに加工したものとなっている。

厚貌深情怪獣 ギブゾーグ
第9回に登場。誕生日は2020年7月4日。鉄塔の中で発生、成長していた怪獣。口と両手の重力レンズを干渉させて放つ強力な衝撃波のほか、口と両手の重力レンズや背中の伸縮可能な振動波器官からのカオスブリンガーの放出と共に物体や地盤を波状化させる能力をもつ。
打倒ガウマに燃えるジュウガが掴んだことで面の下の顔が露出し、手足の延長とともに巨大化。ガウマや暦、グリッドナイトを苦戦させるが、蓬、夢芽、ちせが駆け付け、カイゼルグリッドナイトが誕生すると戦況が逆転。最後はレックスグリッドファイヤーによって撃破される。
- デザインは板野一郎。名前の由来はギブソン効果。二つの赤い目、口はあるが尻尾はない、カオスな色、振動波器官、メカ怪獣ではあるがロボットではない、という指示があり、戦闘時に首が伸び、顔が上がることで凶悪な顔が出てくるなど可変するようになっている。背中から『グリッドマン』のコンピューター・タワーをオマージュした電波塔が迫り出すようになっている。

ゴルドバーン
声 - 安済知佳
第9回より登場。シャルバンデス戦直後にちせが河原で拾った種が、彼女の孤独を糧に成長して誕生した金色の怪獣。名前はちせの好きなバンドに由来する。機械のワイバーンのような姿をしており、生まれた当初はスーツケースに収まる程度の大きさだったが、わずか1日の間にダイナソルジャーと同程度の大きさに成長する。口から発射するカオスブリンガーを含んだ金色の合体光線と青い光線で物体の縮尺を自在に拡大縮小して融合する能力を有するほか、形成した球形の防護シールドで攻撃を防ぐシールドモードへの変形機構を備える。
ちせの情動から生まれた善良な存在のため、ちせの言葉や感情に従って行動を起こし、シズムによる掴みも拒否している。当初はザイオーンの一件からガウマたちに倒されると懸念したちせによって存在を秘匿されたが、水門から転落した夢芽を救助したことや、その事実を含めたちせたちの説得により、ガウマからちせの友達の怪獣として認識される。以降はカイゼルグリッドナイトの前面装甲と兜、グリッドバーンナイトの翼に変形するなどガウマ隊の戦力として活躍する。最終決戦後のダメージから回復後は、ちせに別れを告げてグリッドナイト同盟と行動を共にする。
- 当初は「キングフェニックス」や「カイゼルバーン」という名の不死鳥の怪獣としてデザインされ、グリッドナイトに合わせた禍々しい羽のデザインが考えられたが、雨宮からのオーダーで現在の形となった。
- 鳴き声はちせ役の安済の喉の奥を鳴らした音や「ちせ」と叫んだものに強弱をつけた音声を加工したものとなっている。

ビッグゴルドバーン
ちせが自身の左腕に新たに描いたボディペイントのイメージを元に、ゴルドバーンが進化を遂げた姿。ローグカイゼルグリッドマンの追加パーツになるほか、単体でグリッドマンと合体することもできる。

悲観離合怪獣 ガルニクス
第10回に登場。誕生日は2020年7月19日。ギブゾーグ戦からしばらくしてヨモツ食事センターに出現した怪獣。全く動かずに、開いた背中から屹立する振動波器官からカオスブリンガーを放出し、人や物の時間や空間を瞬間的に自分の体内空間へと取り込む能力をもつ。影のような黒い染みだけ残して取り込まれた人間は、それぞれが過去に体験した辛い出来事の強い記憶に囚われ、外部からの強い働きかけが無い限り脱出できず現実を忘却していく。
ムジナが掴んで巨大化した途端、能力によって怪獣優生思想を消滅させる。さらにはフジヨキ台の建物や人を次々消滅させ、蓬とちせを除くガウマ隊の面々や、応戦しようとしたナイトをも取り込み、能力で無力化する。しかし、単身乗り込んだ蓬がダイナソルジャーの力を借りて全員の能力を解除した結果、ダイナゼノンとグリッドナイトの反撃を許す。全身を光らせながら高速移動で逃亡を図るものの、カイゼルグリッドナイトのカイゼルナイトサーキュラーで撃破される。
- デザインは丸山浩。名前の由来はツァイガルニク効果。『SSSS.GRIDMAN』に登場したバジャックを改造というコンセプトを元に、その後描かれた二案のラフを融合させている。装甲を首正面に、肋骨のようなパーツを付けることで、バジャックのボディーラインを消して、全体のシルエットを変えている。振動波器官は対空砲をイメージしており、むき出しの肋骨の中身が無になっており、能力とリンクしていたのは偶然であったという。下あご中央にはキャラクターが口から乗り込むため、エスカレーターや階段状のスリットを設けている。

咬文嚼字怪獣 ガギュラ
声 - 内山昂輝
第11回、最終回に登場。シズムが蓬や夢芽などの情動を糧に、自身の体内で密かに育てていた怪獣。背中の振動波器官からのカオスブリンガーの放出と共に反発の力で周囲の物を自身から弾き飛ばすことができ、胸や口から発射する破壊光線と、頭部のツノや背中から不規則な軌道で放つビームを合わせて多彩な攻撃手段をもつ。また、シズムの体内にいる時は、カオスブリンガーと共に攻撃や防御を実行する。
ガルニクス撃破によってフジヨキ台にばら撒かれた怪獣の種が全て消滅したことを受け、シズムが自分をも取り込ませて蓬たちの前で掴んだ第1形態へと巨大化。フジヨキ台を舞台に、ナイトが単独で変身、合体したカイゼルグリッドナイトを圧倒する膂力を見せる。さらに戦場に駆けつけたジュウガ、オニジャ、ムジナを喰らって、頭部と胸部が開放し胸部が虹色に輝いた第2形態に変貌。第1形態以上のパワーでナイトをエネルギー切れ間近に追い込み、ガウマ隊が参戦した後も有利に立ち回るが、土壇場で怪獣使いの力を発現させた蓬に掴まれ攻撃を停止。その隙をついたダイナゼノン、グリッドバーンナイトの波状攻撃で守勢に回り、最後は両者の必焼灼熱大火炎バーニンググリッドレックスロアーと突貫攻撃によって消滅する。
- デザインは後藤正行。名前の由来はカリギュラ効果。シズムのコスチュームの色や三つ編みを生かし、実写の怪獣からのイメージを背中のクリスタルのような部分に入れ込んでいる。
- 声はシズム役の内山の様々な笑い声を重ねたり加工したものとなっている。
- 最終回の両足キックは、『ゴジラ対メガロ』のゴジラが使用したカンガルーキックが基になっている。

## 主題歌
「インパーフェクト」
オーイシマサヨシによるオープニングテーマ。作詞・作曲・編曲はオーイシが大石昌良名義で行う。バトルシーンの劇中歌としても使用される。
「ストロボメモリー」
内田真礼によるエンディングテーマ。作詞・作曲・編曲はRIRIKO。
「少年の日はいま」
劇中歌。作詞はしまなぎさ、作曲は鈴木行一。
「はばたこう明日へ」
劇中歌。作詞・作曲は松井孝夫。
「My Way」
劇中歌。作詞はRIRIKO、作曲は南悠翔、編曲は遠藤直弥、歌はアンチ（鈴村健一）。
この他、オーイシマサヨシの「Hands」、鬼頭明里の「23時の春雷少女」、内田真礼の「ノーシナリオ」が劇中BGMとして使用されている。

## 各話リスト
| 話数   | サブタイトル               | 絵コンテ     | 演出       | 作画監督                                                         | メカ作画監督               | 初放送日      |
| ------ | -------------------------- | ------------ | ---------- | ---------------------------------------------------------------- | -------------------------- | ------------- |
| 第1回  | 怪獣使いって、なに？       | 雨宮哲       | 金子祥之   | 佐倉みなみ 斉藤健吾                                              | 牟田口裕基                 | 2021年 4月2日 |
| 第2回  | 戦う理由って、なに？       | 雨宮哲       | 古川晟     | 杉本ミッシェル 田村瑛美                                          | 浅野元                     | 4月9日        |
| 第3回  | 裏切り者って、なに？       | 大塚健       | 下平佑一   | 長谷川哲也 中村真由美                                            | 牟田口裕基                 | 4月16日       |
| 第4回  | このときめきって、なに？   | 藤井辰己     | 藤井辰己   | 西川将貴 高藤彩                                                  | 牟田口裕基                 | 4月23日       |
| 第5回  | 恋人みたいって、なに？     | 大嶋博之     | 佐竹秀幸   | 佐竹秀幸 氷室陽 宇佐美翔平 長谷川哲也 日向晴香 高木麻穂 芳垣祐介 | 土肥志文                   | 4月30日       |
| 第6回  | この切なさって、なに？     | 金子祥之     | 金子祥之   | 西原恵利香 佐倉みなみ                                            | 立花昭二                   | 5月7日        |
| 第7回  | 集まった意味って、なに？   | 宮島善博     | 宮島善博   | 田村瑛美 高木麻穂                                                | 牟田口裕基                 | 5月14日       |
| 第8回  | 揺れ動く気持ちって、なに？ | アベユーイチ | 大和田麗衣 | 津熊健徳 福井麻記 荒井洋紀                                       | 土肥志文                   | 5月21日       |
| 第9回  | 重なる気持ちって、なに？   | 金子祥之     | 古川晟     | 長谷川哲也 杉本ミッシェル                                        | 牟田口裕基 土肥志文 浅野元 | 5月28日       |
| 第10回 | 思い残した記憶って、なに？ | 五十嵐海     | 佐竹秀幸   | 五十嵐海                                                         | -                          | 6月4日        |
| 第11回 | 果たせぬ願いって、なに？   | 長原圭太     | 長原圭太   | 小堀史絵 中村真由美                                              | 土肥志文                   | 6月11日       |
| 最終回 | 託されたものって、なに？   | 雨宮哲       | 下平佑一   | 西原恵利香 佐倉みなみ                                            | 牟田口裕基                 | 6月18日       |

## 放送局
| 放送期間               | 放送時間                     | 放送局       | 対象地域   | 備考                           |
| ---------------------- | ---------------------------- | ------------ | ---------- | ------------------------------ |
| 2021年4月2日 - 6月18日 | 金曜 22:00 - 22:30           | TOKYO MX     | 東京都     |                                |
|                        | 金曜 23:30 - 土曜 0:00       | BS11         | 日本全域   | 製作局 / BS放送 / 『ANIME+』枠 |
| 2021年4月3日 - 6月19日 | 土曜 2:55 - 3:25（金曜深夜） | 毎日放送     | 近畿広域圏 | 製作局 / 字幕放送              |
| 2021年5月22日 - 8月7日 | 土曜 22:00 - 22:30           | アニマックス | 日本全域   | BS/CS放送 / 字幕放送           |

| 配信開始日   | 配信時間                     | 配信サイト |
| ------------ | ---------------------------- | --- |
| 2021年4月3日 | 土曜 0:00（金曜深夜） 更新   | Amazon Prime Video ニコニコチャンネル TSUTAYA TV Rakuten TV ビデオマーケット GYAO!ストア DMM.com クランクイン！ビデオ                                              |
| 2021年4月9日 | 金曜 0:00（木曜深夜） 更新   | TSUBURAYA IMAGINATION バンダイチャンネル MBS動画イズム auスマートパスプレミアム TELASA ABEMA dアニメストア Hulu Netflix ひかりTV U-NEXT アニメ放題 FOD ABEMA GYAO! |
|              | 金曜 0:00 - 0:30（木曜深夜） | ニコニコ生放送 |

## BD / DVD
| 巻 | 発売日         | 収録話          | 規格品番   | 規格品番   | 規格品番       |
| 巻 | 発売日         | 収録話          | BD         | DVD        | きゃにめ特装版 |
| -- | -------------- | --------------- | ---------- | ---------- | -------------- |
| 1  | 2021年6月16日  | 第1回 - 第3回   | PCXP-50861 | PCBP-54491 | SCXP-00101     |
| 2  | 2021年7月21日  | 第4回 - 第6回   | PCXP-50862 | PCBP-54492 | SCXP-00102     |
| 3  | 2021年9月15日  | 第7回 - 第9回   | PCXP-50863 | PCBP-54493 | SCXP-00103     |
| 4  | 2021年10月20日 | 第10回 - 第12回 | PCXP-50864 | PCBP-54494 | SCXP-00104     |

## 関連メディア

### 劇場総集編
2023年3月10日に全12話をまとめた劇場総集編が東宝映像事業部配給で公開。監督はテレビシリーズで助監督を務めた宮島善博が担当し、雨宮は総監督としてクレジットされる。

### グリッドナイトファイト
TRIGGER協力の下、円谷プロダクションが制作する全4回の実写作品。映像ソフトの追加特典として収録される。
企画は雨宮がグリッドナイトで『ウルトラファイト』のようなゆるい作風の作品を作りたいと発案したことがきっかけとなり、エグゼクティブプロデューサーの隠田雅浩を介してアベユーイチが起用された。撮影は2020年12月14・15日に2日間かけて千葉県鋸山で実施され、アベの発案でドローンやGoProを多用したローアングル主体の撮影とアングル編集を合わせることで、爆笑や格好良さを楽しめる実写ならではの演出をすることが意識された。
アクション監督は『グリッドマン』でグリッドマンを演じた岡野弘之が担当する。
声の出演
- グリッドナイト - 鈴村健一
- 2代目 - 高橋花林
- アレクシス・ケリヴ - 稲田徹
- ナナシ - 上田麗奈（『SSSS.GRIDMAN』第10回音声より）
- ナレーション - 神谷浩史

スーツアクター
- グリッドナイト - 稲庭渉
- ダイナゼノン - 大村将弘
- ナナシ - 永地悠斗
- アンチ - 福島弘之
- アレクシス・ケリヴ - 片岡大知
- グリッドマン - 大久保洸成

スタッフ
- 原作 - グリッドマン
- 音楽 - 鷺巣詩郎
- 音響監督 - 郷文裕貴
- エグゼクティブプロデューサー - 隠田雅浩
- プロデューサー - 麻生智義
- キャラクター・ストーリースーパーバイザー - 渋谷浩康
- アクションコーディネート - 岡野弘之
- 撮影監督 - 小島悠介
- 編集 - 栃澤孝至、臼杵恵理
- 音響制作 - ポニーキャニオンエンタープライズ
- 企画協力 - 雨宮哲、坂本勝、宇佐義大
- 監修協力 - 志太駿介、市山力也、中川真緒、若林広海、立川政吉
- 協力 - TRIGGER
- 監督・脚本 - アベユーイチ
- 制作 - 円谷プロダクション

### ボイスドラマ
YouTubeのぽにきゃんの公式チャンネルにて、期間限定で雨宮哲書き下ろしによるボイスドラマが配信された。限定エピソードを含めて、映像ソフトの各巻特典CDに全15話が収録される。
| 話数       | サブタイトル         | 登場人物                                   | 配信日         |
| ---------- | -------------------- | ------------------------------------------ | -------------- |
| 第1.1回    | カシワギルティ       | 麻中蓬、淡木、なずみ、らんか、金石         | 2021年 4月3日  |
| 第2.2回    | 優しい家で育ったから | ガウマ、麻中蓬                             | 4月10日        |
| 第3.3回    | 宇宙のお土産         | 麻中蓬、南夢芽、山中暦、飛鳥川ちせ         | 4月17日        |
| 第4.4回    | 早口だとなんか怖い   | 麻中蓬、南夢芽                             | 4月24日        |
| 第5.5回    | 感謝の言葉           | ジュウガ、オニジャ、ムジナ、シズム         | 5月1日         |
| 第6.6回    | 呼び方なんて         | 山中暦、稲本さん、稲本さんの夫             | 5月8日         |
| 第7.7回    | 心配かけないで       | 南夢芽、鳴衣                               | 5月15日        |
| 第8.8回    | 事実を言ったまで     | 麻中蓬、ナイト、2代目                      | 5月22日        |
| 第9.9回    | イイ先輩             | 麻中蓬、稲本さん                           | 5月29日        |
| 第10.01回  | 怪獣使いとして       | ガウマ、ジュウガ、オニジャ、ムジナ、シズム | 6月5日         |
| 第11.11回  | 元気してる           | 麻中蓬、蓬の父ちゃん                       | 6月12日        |
| 第3/1回    | ルール違反           | 南夢芽、オニジャ、鳴衣                     | [ 注 22 ]      |
| 第√36回    | 適度に喧嘩しなさい   | ガウマ、ムジナ、蓬の母ちゃん               | [ 注 22 ]      |
| 第9+1回    | 働かなくていいから   | 山中暦、飛鳥川ちせ、ジュウガ               | [ 注 22 ]      |
| 第12回     | 段差                 | 麻中蓬、南夢芽                             | [ 注 22 ]      |
| 劇場総集編 | 毎日が退屈でも       | 南夢芽、山中暦                             | 2023年 3月10日 |

### Webラジオ
麻中蓬役の榎木淳弥と南夢芽役の若山詩音によるWebラジオ『アニメDYNAZENON ラジオ よもゆめインパーフェクト』が、2021年4月8日から6月24日まで音泉にて毎週木曜日に配信された。

### 小説
SSSS.DYNAZZENON CHRONICLE
小学館より刊行。アニメ本編第9回直後を舞台としたオリジナルストーリーが展開される。
- 水沢夢（著） / bun150（イラスト）『SSSS.DYNAZZENON CHRONICLE』小学館、2022年1月19日発売、ISBN 978-4-09-461156-4

戦いを終わらせる力って、なに？
書籍『SSSS.DYNAZENON超全集』に収録。アニメ本編では描かれなかったちせとシズムの交流を描く。
- 水沢夢（著）

### ゲーム
ビビッドアーミー
2019年3月より配信されているiOS / Android用アプリゲーム。
2021年6月にコラボイベントが開催。本作品および『SSSS.GRIDMAN』から、ガウマ、麻中蓬、南夢芽、ダイナレックス、ガギュラが登場。
戦姫絶唱シンフォギアXD UNLIMITED
2017年6月より配信されているiOS / Android用アプリゲーム。
2021年7月31日にコラボイベントが開催され、ガウマ、シズム、ナイト、ゴルドバーンが登場。2019年の『SSSS.GRIDMAN』コラボイベントの続編にあたり、本作品の登場人物同士が顔見知りという設定。
アズールレーン
2017年9月より配信されているiOS / Android用アプリゲーム。
2021年11月25日から12月9日までの期間でコラボイベントが開催。本作品および『SSSS.GRIDMAN』からキャラクターが登場した。
スーパーロボット大戦Y
2025年8月28日発売のNintendo Switch、PlayStation 5、Steam用ゲームソフト。本作品のキャラクター・メカニック・怪獣が登場する。
なお、今作において怪獣優生思想専用機として雨宮哲監修・野中剛デザインのオリジナル機「ダイナゼノンリライブ」が登場する。